# Golfo de Biafra
El golfo de Biafra (también bahía de Biafra o golfo de Bonny) es un golfo del océano Atlántico, en la parte occidental de África, en el ángulo noreste del golfo de Guinea, en las costas de Nigeria y Camerún al norte y de Guinea Ecuatorial y Gabón al este.
Entre los siglos XVI y XIX fue uno de los centros de compra de esclavos, principalmente en las actuales costas nigerianas.